# أحمد يماني
أحمد يماني شاعر مصري
```
ولد أحمد يماني في 
القاهرة
 عام 1970 ويقيم في إسبانيا منذ عام 2001. حصل على ليسانس اللغة العربية وآدابها من جامعة: القاهرة عام 1992، ثم حصل على الدكتوراه في الأدب العربي من جامعة كومبلوتنسي 
مدريد
 عام 2014 ويعمل بها حاليا أستاذا مشاركا.
[
1
]
 يعمل معدّا ومذيعا للبرامج في القسم العربي من إذاعة إسبانيا الخارجية، اتحاد الإذاعة والتليفزيون الإسباني. 
RTVE
```

يعد واحدا من أبرز شعراء جيله في الشعر العربي حيث شكل مع أقرانه من الشعراء والشاعرات في مصر ما عرف بعد ذلك باسم جيل التسعينات. حظيت تجربته الشعرية باحتفاء نقدي موسع وكتب عنه العديد من النقاد والشعراء والكتاب.
عمل يماني فور تخرجه في الجامعة صحفيا تحت التدريب في مجلة أدب ونقد مع الشاعر الراحل حلمي سالم، ثم عمل سكرتيرا لتحرير مجلة عين للفنون البصرية والتي رأس تحريرها وأصدرها الفنان عادل السيوي وشارك في تحريرها الفنان محمد عبلة. كما شارك يماني في تحرير بعض أعداد المجلة الطليعية الكتابة الأخرى والتي أصدرها الشاعر هشام قشطة طوال حقبة التسعينات وما بعدها. عمل يماني مصححا للغة العربية في الهيئة المصرية العامة للكتاب ثم عمل محررا في مجلة القاهرة وفِي عام 2001 هاجر إلى إسبانيا وحيث يقيم حتى الآن.
```
تُرجم عدد من قصائده إلى لغات عديدة ونشرت في مجلات وأنطولوجيات وكتب.
[
3
]
 كما شارك في مهرجانات ولقاءات شعرية دولية عديدة.
[
4
]
```

## إصدارت شعرية
- (2013) منتصف الحجرات، دار ميريت للنشر والتوزيع، القاهرة 
- (2008)  أماكن خاطئة، دار ميريت للنشر والتوزيع، القاهرة¡
- (2012 طبعة ثانية عن مكتبة الأسرة، الهيئة المصرية العامة للكتاب. القاهرة)
- (2001) وردات في الرأس، دار ميريت للنشر والتوزيع، القاهرة.
- (1998) تحت شجرة العائلة، طبعة خاصة، القاهرة.
- (1995) شوارع الأبيض والأسود، طبعة خاصة، القاهرة.
- له مجموعة من قصائده مترجمة إلى اللغة الإسبانية تحت عنوان «ملجأ من عظام». وصدرت عام 2015 عن دار نشر أوليفانتي.
REFUGIO DE HUESOS. Editorial Olifante, 2015. Zaragoza, España 

## جوائز ومنح
- (1991) حصل على جائزة رامبو Arthur Rimbaud من وزراة الثقافة المصرية ومن المعهد الفرنسي في القاهرة، احتفاء بالذكرى المئوية الأولى لوفاة الشاعر الفرنسي أرتور رامبو.
- (2010) حصل على جائزة «بيروت 39» Beirut 39 الدولية كأحد أهم الكتّاب العرب تحت سن الأربعين. والمقدمة من هاي فيستفال لندن Hay 
- (2015) حصل على جائزة التميز الشعري «شعراء من عوالم أخرى». مدريد. إسبانيا.Distinción Poetas de Otros Mundo, Fondo Poético Internacional.
- حصل عام 2011 على منحة بيت المترجم في تاراثونا، سرقسطة، إسبانيا. La Casa del Traductor. Tarazona, Zaragoza. España, 2011.
- حصل عام 2012 على منحة فيرمونت ستوديو سنتر الأدبية من الولايات المتحدة الأمريكية ممثلا لكتّاب الشرق الأوسط.Vermont Studio Center

## ترجمات من اللغة الإسبانية
ترجم إلى العربية عددا من كتّاب اللغة الإسبانية من بينهم: روبين داريّو Rúben Darío وثيسار باييخو César Vallejo وخوسيه آنخل بالنتي José Ángel Valente وأدولفو بيوي كاساريس Adolfo Bioy Casare وميجيل كاسادو Miguel Casad وروسيندو تييّو Rosendo Tello ونيكانور بارّا Nicanor Parra وآنخل جيندا Ángel Guinda وأجوستين بورّاس Agustín Porras وروبرتو بولانيو Roberto Bolaño ولويس ألبرتو دي كوينكا Luis Alberto de Cuenca.
ترجم قصائد منفردة لعدد كبير من شعراء أمريكا اللاتينية وإسبانيا الحاليين. كما ترجم أنطولوجيتين للشعر الكولومبي وللشعر التشيلي.
كذلك له ترجمات وترجمات مشتركة من العربية إلى الإسبانية.

## روابط خارجية
موقع الشاعر أحمد يماني
نوافذ مفتوحة وهدايا مغلقة. علاء الديب
الشاعر ناسخ والتواضع ينبغي أن يتجذر في بنيته. حوار مع الشاعرة عناية جابر